# マルグリット・ド・クレルモン
マルグリット・ド・クレルモン＝ボーヴェーズィー（フランス語: Marguerite de Clermont-Beauvaisis; 1104/05年 – 1145年以降）は、フランドル伯妃、サン＝ポル伯妃。

## 生涯
クレルモン伯ルノー2世とアデライード・ド・ヴェルマンドワ（ヴェルマンドワ伯エルベール4世の娘）の娘として生まれる。
1118年に最初の結婚をした夫シャルル1世は翌1119年にフランドル伯となるが、子が無いまま1127年に暗殺された。1128年ごろ、サン＝ポル伯ユーグ2世と再婚し、2人の息子を産んだ。ユーグ2世が1130年に死去すると、ボードゥアン・ダンクル（Baudouin d'Encre）と再婚し、娘を1人産んだ。